# Neoepiscardia islamella
Neoepiscardia islamella är en fjärilsart som beskrevs av Petersen och Reinhardt Gaedike 1982. Neoepiscardia islamella ingår i släktet Neoepiscardia och familjen äkta malar.
Artens utbredningsområde är Saudiarabien. Inga underarter finns listade i Catalogue of Life.